# Alain de Martigny
Alain de Martigny (* 9. April 1946 in Paris) ist ein ehemaliger französischer Fußballspieler und -trainer.

## Karriere

### Zeit als Spieler
Im Alter von zwölf Jahren wurde de Martigny in die Jugendabteilung des Profiklubs Red Star Paris aufgenommen. Danach trug er das Trikot zweier kleiner Vereine, ehe er 1967 nach Lille ging, um dort ein Sportstudium zu beginnen. Parallel zum Studium spielte er beim AC Cambrai, mit dem ihm 1970 der Aufstieg in die zweite Liga gelang, während er zur selben Zeit einen Posten als Lehrer übernahm.
De Martigny gelang somit der Sprung in die zweite Liga, in der er allerdings nicht für Cambrai, sondern für den OSC Lille auflief. Dabei kam er mit 28 bestrittenen Zweitligapartien auf sehr regelmäßige Einsätze und schaffte darüber hinaus 1971 den Aufstieg in die höchste französische Spielklasse. Auf diesem Wege konnte er die ersten 25 Erstligaspiele seiner Laufbahn bestreiten, musste jedoch 1972 den direkten Wiederabstieg hinnehmen. In der Spielzeit 1972/73 festigte der Mittelfeldspieler seine Rolle im Team und zeigte sich mit zehn Treffern in 31 Spielen, was den besten Wert seiner Karriere darstellt, äußerst torgefährlich, verpasste aber dennoch den Aufstieg. Dieser gelang hingegen 1974, als de Martigny sich mit Lille zudem den Titel des Zweitligameisters sicherte. In den beiden darauffolgenden Jahren war er bei dem nordfranzösischen Klub fest gesetzt und hielt mit diesem zwei Mal die Klasse.

### Zeit als Spielertrainer
Mit 30 Jahren unterschrieb de Martigny 1976 beim Zweitligisten Stade Brest, wo ihm neben einer Rolle als Spieler zugleich das Amt des Trainers übertragen wurde. Trotz seiner Verpflichtungen als Übungsleiter hatte er als Spieler einen Stammplatz im defensiven Mittelfeld inne, scheiterte aber in seinen ersten beiden Jahren jeweils deutlich am angestrebten Aufstieg. Letzterer gelang 1979, wobei der Spielertrainer für seine Leistungen die Auszeichnung als Zweitligatrainer des Jahres erhielt. Im Verlauf der Saison 1979/80 bestritt er noch zehn Erstligapartien und stieg mit der Mannschaft am Ende des Jahres mit einem klaren Rückstand ab. Der 34-Jährige entschied sich nach 104 Erstligaeinsätzen mit neun Toren sowie 180 Zweitligaeinsätzen mit 32 Toren für eine Beendigung seiner aktiven Karriere, während er seinen Trainerposten behielt.

### Zeit als Trainer
Am Ende der Spielzeit 1980/81 erreichte de Martigny mit Brest den direkten Wiederaufstieg und ein Jahr darauf den Klassenerhalt in der ersten Liga. Dennoch kehrte er dem Klub nach insgesamt sechs Jahren den Rücken, wofür persönliche Differenzen mit dem Vereinspräsidenten den Ausschlag gaben. Im Sommer 1982 übernahm er für die Dauer der Weltmeisterschaft an der Seite von Michel Hidalgo den Posten des Co-Trainers der französischen Auswahl, die im Halbfinale nach Elfmeterschießen gegen Deutschland ausschied.
Im Anschluss daran wurde de Martigny der Trainerposten beim Zweitligisten RC Paris angeboten, den er 1984 in die erste Liga führte. Weil der Klub stark vom direkten Wiederabstieg bedroht war, der am Ende der Saison auch folgte, wurde er zum Jahreswechsel 1984/85 durch Victor Zvunka ersetzt, der fortan als Spielertrainer fungierte. 1985 verließ de Martigny Frankreich, als er Trainer der gabunischen Nationalelf wurde, mit der er im selben Jahr den CEMAC Cup gewann und dem Land so den ersten internationalen Titel überhaupt einbrachte. Auch wenn er 1987 entlassen wurde, blieb er in dem afrikanischen Staat, wo er die AS Sogara trainierte und 1989 zum Meistertitel führte.
1989 kehrte er nach Frankreich zurück und war blieb ein Jahr lang ohne Job, ehe er im Zweitligisten EA Guingamp einen neuen Arbeitgeber fand. Nach zwei Jahren mit einer guten Platzierung rutsche der Verein im dritten Jahr auf die Abstiegsränge und de Martigny wurde zur Winterpause 1992/93 durch Yvon Schmitt ersetzt, der den Abstieg aber nicht abwenden konnte. Im November 1993 wurde er als Coach beim Erstligisten SCO Angers mit dem Auftrag eingestellt, den Sturz in die Zweitklassigkeit zu vermeiden. Als ihm dies nicht gelang, musste er den westfranzösischen Verein 1994 wieder verlassen.
Anschließend war er von 1995 bis 1998 als Manager beim unterklassigen Verein CS Meaux tätig und rückte dort 1998 auf den Trainerstuhl. Am Aufstieg in die fünfte Liga scheiterte er in der Spielzeit 1998/99 jedoch knapp. Daraufhin kehrte er 1999 nach 17 Jahren zu Stade Brest zurück, das mittlerweile in der vierten Liga antrat. Er führte den Verein gleich in seinem ersten Jahr in die Drittklassigkeit, scheiterte aber 2001 am erhofften Aufstieg in die zweite Liga und hätte 2002 fast den Wiederabstieg in die vierte hinnehmen müssen. Angesichts dessen entschied sich der 56-Jährige de Martigny für eine Beendigung seiner Laufbahn als Trainer.